# Danh sách tập truyện Spy × Family
Spy × Family là một bộ manga Nhật Bản được viết và minh họa bởi Tatsuya Endo. Bộ truyện được bắt đầu xuất bản nhiều kỳ trên trang web manga Shōnen Jump+ vào ngày 25 tháng 3 năm 2019. Các chương riêng lẻ của bộ truyện đã được tập hợp thành 12 tập tankōbon, với tập đầu tiên được phát hành vào Ngày 4 tháng 7 năm 2019. Bộ truyện được cấp phép bản quyền phát hành bằng tiếng Việt ở Việt Nam bởi Nhà xuất bản Kim Đồng và đã xuất bản tập đầu tiên vào ngày 30 tháng 10 năm 2020.
Bìa của tankōbon có hình nhân vật chính ngồi trên ghế của nhà thiết kế, được bao quanh bởi (các) vật phẩm hoặc đặc điểm đại diện cho nhân vật, cuộc sống và tính cách của họ. Những chiếc ghế ngoài đời thực được tác giả lựa chọn vì cho rằng nó phù hợp với tính cách của từng nhân vật. Đối với tập 10, Endo quyết định từ bỏ họa tiết chiếc ghế được thiết kế riêng để làm cho trang bìa phù hợp với câu chuyện của tập.

## Danh sách tập truyện
Đây là một danh sách chưa hoàn chỉnh. Bạn có thể giúp Wikipedia .
| 1. "Mission 1" (MISSION: 1 Misshon: 1) 2. "Mission 2" (MISSION: 2 Misshon: 2) 3. "Mission 3" (MISSION: 3 Misshon: 3) 4. "Mission 4" (MISSION: 4 Misshon: 4) 5. "Mission 5" (MISSION: 5 Misshon: 5) |

| 1. "Mission 6" (MISSION: 6 Misshon: 6) 2. "Mission 7" (MISSION: 7 Misshon: 7) 3. "Mission 8" (MISSION: 8 Misshon: 8) 4. "Mission 9" (MISSION: 9 Misshon: 9) 5. "Mission 10" (MISSION: 10 Misshon: 10) 6. "Mission 11" (MISSION: 11 Misshon: 11) | - "Nhiệm vụ phụ: 1" (EXTRA MISSION: 1 Ekusutora Misshon: 1) |

| 1. "Mission 12" (MISSION: 12 Misshon: 12) 2. "Mission 13" (MISSION: 13 Misshon: 13) 3. "Mission 14" (MISSION: 14 Misshon: 14) 4. "Mission 15" (MISSION: 15 Misshon: 15) 5. "Mission 16" (MISSION: 16 Misshon: 16) 6. "Mission 17" (MISSION: 17 Misshon: 17) | - "Nhiệm vụ phụ: 2" (EXTRA MISSION: 2 Ekusutora Misshon: 2) |

| 1. "Mission 18" (MISSION: 18 Misshon: 18) 2. "Mission 19" (MISSION: 19 Misshon: 19) 3. "Mission 20" (MISSION: 20 Misshon: 20) 4. "Mission 21" (MISSION: 21 Misshon: 21) 5. "Mission 22" (MISSION: 22 Misshon: 22) 6. "Mission 23" (MISSION: 23 Misshon: 23) | - "Nhiệm vụ ngắn: 1" (SHORT MISSION: 1 Shōto Misshon: 1) - "Nhiệm vụ ngắn: 2" (SHORT MISSION: 1 Shōto Misshon: 2) |

| 1. "Mission 24" (MISSION: 18 Misshon: 24) 2. "Mission 25" (MISSION: 19 Misshon: 25) 3. "Mission 26" (MISSION: 20 Misshon: 26) 4. "Mission 27" (MISSION: 21 Misshon: 27) 5. "Mission 28" (MISSION: 22 Misshon: 28) 6. "Mission 29" (MISSION: 23 Misshon: 29) | 1. "Mission 30" (MISSION: 30 Misshon: 30) - "Nhiệm vụ ngắn: 3" (SHORT MISSION: 3 Shōto Misshon: 3) |

| 1. "Mission 31" (MISSION: 31 Misshon: 31) 2. "Mission 32" (MISSION: 32 Misshon: 32) 3. "Mission 33" (MISSION: 33 Misshon: 33) 4. "Mission 34" (MISSION: 34 Misshon: 34) 5. "Mission 35" (MISSION: 35 Misshon: 35) 6. "Mission 36" (MISSION: 36 Misshon: 36) | 1. "Mission 37" (MISSION: 37 Misshon: 37) - "Nhiệm vụ ngắn: 4" (SHORT MISSION: 4 Shōto Misshon: 4) |

| 1. "Mission 38" (MISSION: 31 Misshon: 38) 2. "Mission 39" (MISSION: 32 Misshon: 39) 3. "Mission 40" (MISSION: 33 Misshon: 40) 4. "Mission 41" (MISSION: 34 Misshon: 41) 5. "Mission 42" (MISSION: 35 Misshon: 42) 6. "Mission 43" (MISSION: 43 Misshon: 43) | 1. "Mission 44" (MISSION: 44 Misshon: 44) - "Nhiệm vụ ngắn: 5" (SHORT MISSION: 5 Shōto Misshon: 5) |

| 1. "Mission 45" (MISSION: 45 Misshon: 45) 2. "Mission 46" (MISSION: 46 Misshon: 46) 3. "Mission 47" (MISSION: 47 Misshon: 47) 4. "Mission 48" (MISSION: 48 Misshon: 48) 5. "Mission 49" (MISSION: 49 Misshon: 49) 6. "Mission 50" (MISSION: 50 Misshon: 50) | 1. "Mission 51" (MISSION: 51 Misshon: 51) 2. "Mission 52" (MISSION: 52 Misshon: 52) 3. "Mission 53" (MISSION: 53 Misshon: 53) - "Nhiệm vụ ngắn: 6" (SHORT MISSION: 6 Shōto Misshon: 6) |

| 1. "Mission 54" (MISSION: 45 Misshon: 45) 2. "Mission 55" (MISSION: 46 Misshon: 46) 3. "Mission 56" (MISSION: 47 Misshon: 47) 4. "Mission 57" (MISSION: 48 Misshon: 48) 5. "Mission 58" (MISSION: 49 Misshon: 49) 6. "Mission 59" (MISSION: 50 Misshon: 50) | 1. "Mission 60" (MISSION: 51 Misshon: 51) 2. "Mission 61" (MISSION: 52 Misshon: 52) |

| 1. "Mission 62" (MISSION: 62 Misshon: 62) 2. "Mission 63" (MISSION: 63 Misshon: 63) 3. "Mission 64" (MISSION: 64 Misshon: 64) 4. "Mission 65" (MISSION: 65 Misshon: 65) 5. "Mission 66" (MISSION: 66 Misshon: 66) | - "Nhiệm vụ ngắn: 7" (SHORT MISSION: 7 Shōto Misshon: 7) - "Nhiệm vụ ngắn: 8" (SHORT MISSION: 8 Shōto Misshon: 8) |

| 1. "Mission 67" (MISSION: 67 Misshon: 67) 2. "Mission 68" (MISSION: 68 Misshon: 68) 3. "Mission 69" (MISSION: 69 Misshon: 69) 4. "Mission 70" (MISSION: 70 Misshon: 70) 5. "Mission 71" (MISSION: 71 Misshon: 71) 6. "Mission 72" (MISSION: 72 Misshon: 72) | 1. "Mission 73" (MISSION: 73 Misshon: 73) 2. "Mission 74" (MISSION: 74 Misshon: 74) 3. "Mission 75" (MISSION: 75 Misshon: 75) |

| 1. "Mission 76" (MISSION: 76 Misshon: 76) 2. "Mission 77" (MISSION: 77 Misshon: 77) 3. "Mission 78" (MISSION: 78 Misshon: 78) 4. "Mission 79" (MISSION: 79 Misshon: 79) 5. "Mission 80" (MISSION: 80 Misshon: 80) 6. "Mission 81" (MISSION: 81 Misshon: 81) | 1. "Mission 82" (MISSION: 82 Misshon: 82) 2. "Mission 83" (MISSION: 83 Misshon: 83) 3. "Mission 84" (MISSION: 84 Misshon: 84) - "Nhiệm vụ ngắn: 9" (SHORT MISSION: 9 Shōto Misshon: 9) - "Nhiệm vụ ngắn: 10" (SHORT MISSION: 10 Shōto Misshon: 10) |

| 1. "Mission 85" (MISSION: 85 Misshon: 85) 2. "Mission 86" (MISSION: 86 Misshon: 86) 3. "Mission 87" (MISSION: 87 Misshon: 87) 4. "Mission 88" (MISSION: 88 Misshon: 88) 5. "Mission 89" (MISSION: 89 Misshon: 89) 6. "Mission 90" (MISSION: 90 Misshon: 90) | 1. "Mission 91" (MISSION: 91 Misshon: 91) 2. "Mission 92" (MISSION: 92 Misshon: 92) - "Nhiệm vụ ngắn: 11" (SHORT MISSION: 11 Shōto Misshon: 11) |

| 1. "Mission 93" (MISSION: 93 Misshon: 93) 2. "Mission 94" (MISSION: 94 Misshon: 94) 3. "Mission 95" (MISSION: 95 Misshon: 95) 4. "Mission 96" (MISSION: 96 Misshon: 96) 5. "Mission 97" (MISSION: 97 Misshon: 97) 6. "Mission 98" (MISSION: 98 Misshon: 98) | 1. "Mission 99" (MISSION: 99 Misshon: 99) - "Nhiệm vụ ngắn: 12" (SHORT MISSION: 12 Shōto Misshon: 12) - "Nhiệm vụ ngắn: 13" (SHORT MISSION: 13 Shōto Misshon: 13) |

| 1. "Mission 100" (MISSION: 100 Misshon: 100) 2. "Mission 101" (MISSION: 101 Misshon: 101) 3. "Mission 102" (MISSION: 102 Misshon: 102) 4. "Mission 103" (MISSION: 103 Misshon: 103) 5. "Mission 104" (MISSION: 104 Misshon: 104) 6. "Mission 105" (MISSION: 105 Misshon: 105) | 1. "Mission 106" (MISSION: 106 Misshon: 106) 2. "Mission 107" (MISSION: 107 Misshon: 107) 3. "Mission 108" (MISSION: 108 Misshon: 108) - "Nhiệm vụ ngắn: 14" (SHORT MISSION: 14 Shōto Misshon: 14) |

### Các chương chưa được đưa vào tậptankōbon
Dưới đây là các chương chưa được đưa vào tập tankōbon mà đã được đăng trên Shōnen Jump +.
- Nhiệm vụ: 109-120
- Nhiệm vụ ngắn: 15-17
- Nhiệm vụ nghiên cứu: 1